# Rafael Longuine
Rafael Vinícius Carvalho Longuine (Paranavaí, Paraná, Brasil, 30 de mayo de 1990), conocido como Rafael Longuine, es un futbolista brasileño. Juega de centrocampista y su equipo actual es el Brasiliense Futebol Clube del Campeonato Brasileño de Serie D.

## Clubes
| Club                            | País    | Año           |
| ------------------------------- | ------- | ------------- |
| Comercial-SP                    | Brasil  | 2010-2011     |
| Inter de Bebedouro (a préstamo) | Brasil  | 2011          |
| LASK Linz                       | Austria | 2011-2012     |
| Comercial-SP                    | Brasil  | 2012-2013     |
| Rio Branco-SP                   | Brasil  | 2013-2014     |
| Red Bull Brasil                 | Brasil  | 2014          |
| Audax                           | Brasil  | 2015          |
| Santos                          | Brasil  | 2015-         |
| Coritiba (a préstamo)           | Brasil  | 2017          |
| Guarani (a préstamo)            | Brasil  | 2018          |
| Ponte Preta (a préstamo)        | Brasil  | 2019          |
| CRB (a préstamo)                | Brasil  | 2020-presente |
| Operário-PR                     | Brasil  | 2021          |
| CRB                             | Brasil  | 2022-2024     |
| Londrina-PR                     | Brasil  | 2024-2025     |
| Brasiliense Futebol Clube       | Brasil  | 2025-act.     |

## Palmarés

### Títulos estatales
| Título              | Club   | País      | Año  |
| ------------------- | ------ | --------- | ---- |
| Campeonato Paulista | Santos | São Paulo | 2015 |
| Campeonato Paulista | Santos | São Paulo | 2016 |
| Campeonato Alagoano | CRB    | Alagoas   | 2020 |